# Felix Alexandrowitsch Beresin
Felix Alexandrowitsch Beresin (russisch Феликс Александрович Березин, Englische Transliteration Felix Aleksandrovich Berezin; * 25. April 1931 in Moskau; † 14. Juli 1980 in der Kolyma-Region) war ein russischer Mathematiker und theoretischer Physiker, Vater der „Supermathematik“.
Beresin studierte an der Lomonossow-Universität in Moskau und unterrichtete dann drei Jahre an Moskauer Schulen, da ihm eine Promotion wegen seiner jüdischen Herkunft zunächst verweigert wurde. Nebenbei besuchte er aber weiter das Seminar von Israel Gelfand. Nachdem unter Chruschtschow liberalere Zeiten angebrochen waren, trat er 1956 der mathematischen Fakultät der Lomonossow-Universität bei, wo er 1957 bei Gelfand promoviert wurde (russischer Doktortitel) und Professor war.
Beresin ist als Pionier der Einführung „supersymmetrischer Methoden in der Quantenfeldtheorie“ (antikommutierende Graßmann-Variable zur Darstellung von Fermionfeldern in Pfadintegralen) und Mathematik (wo entsprechende Integrale Berezin-Integrale heißen) bekannt.
Beresin war verheiratet und hatte eine Tochter. Er ertrank bei einem Sommer-Ausflug mit einer geologischen Expedition in der Region Kolyma in Sibirien, als sie den Fluss Seimtschan, einen Nebenfluss der Kolyma, befuhren.

## Schriften
- The Method of Second Quantization. Academic Press 1966 (russisches Original 1965)
- Introduction to Superanalysis. Springer 1987
- Analysis with Anticommuting Variables, Kluwer 1987